# Рабочая партия (Турция)
Рабочая партия (тур. İşçi Partisi) — турецкая политическая партия лево-националистического толка. Возникла в 1992 году на базе таких организаций, как Революционная рабоче-крестьянская партия Турции (TİİKP), Рабоче-крестьянская партия Турции (TİKP) и Социалистическая партия. В 2015 году преобразована в Партию родины.
Долгое время считалась самой левой из легальных политических партий Турецкой республики. Сторонников РПТ также именуют «просветителями» («Aydınlıkçılar»), по названию периодического издания партии — журнала «Просвещение» («Aydınlık»). Основатель и лидер партии — Догу Перинчек.

## Идеология РПТ
В своих программных документах Рабочая партия Турции сочетает маоистскую риторику с апелляцией к идеям кемализма. Основой своей программы партия считает «научный социализм», но при этом в идеологии РПТ содержатся также элементы национализма кемалистского типа — в большей степени, нежели у других левых партий Турции. РПТ считает основателя современного турецкого государства, Мустафу Кемаля Ататюрка, «левым буржуазно-демократическим революционером», и рассматривает его наследие в качестве одного из ориентиров, наряду с идеями Ленина, Мао Цзэдуна и Фиделя Кастро. РПТ определяет современную «прозападную и проамериканскую» политику Турции в качестве главных причин упадка кемализма и соответственно светского и социального турецкого национального государства..
Идеологи РПТ подчеркивают, что кемализм как политическое течение состоялся благодаря Войне за независимость (1919—1922 гг.) против оккупационных войск западных держав. Несмотря на то, что Ататюрк и его соратники декларировали приверженность принципам Просвещения и Французской революции, но при этом подчеркивали, что смыслом их деятельности является противостояние империализму европейских государств. С точки зрения Рабочей партии, провозглашённые Ататюрком принципы державности (построения смешанной экономики при лидирующей роли государства) и популизма (борьбы против классового неравенства и сословных привилегий) обязаны своему появлению советскому большевизму. Советское руководство, в свою очередь, рассматривало турецкую Войну за независимость как показатель пробуждения азиатских и мусульманских народов и начало антиколониальной борьбы.
РПТ разделяет сформулированый Сталиным принцип «построения социализма в отдельно взятой стране», при этом отвергая идеологию «национал-коммунизма» и «исламского марксизма», основателем которой считается Мирсаид Султан-Галиев. В частности, заместитель руководителя РПТ Мехмет Бердри Гюльтекин выпустил труд, посвящённый «контрреволюционной роли» Султан-Галиева в социалистическом движении.
Изначально своей целью РПТ вслед за Михри Белли провозгласила «национально-демократическую революцию», понимаемую как нечто, схожее с «новой демократической революцией», о которой говорил Мао Цзэдун (в появляющемся после такой революции «государстве новой демократии» несколько антиимпериалистических классов объединяются для совместной диктатуры). В ходе своей идеологической эволюции партия постепенно дрейфовала от ортодоксального марксизма-ленинизма-маоизма к кемализму и национализму.
В последние годы партия проявляет всё больший интерес к идеям евразийства, что следует рассматривать как проявление общей про-евразийской тенденции в некоторых политических кругах Турции. Такой интерес, в частности, выразился в контактах РПТ с Международным «Евразийским движением» (МЕД) и его лидером, идеологом неоевразийства Александром Дугиным. Лидер партии Догу Перинчек вошёл в состав Высшего совета МЕД

## Отношение к внешней политике Турции и «курдскому вопросу»
Важной составляющей идеологии РПТ является идея создания «Большого Евразийского пространства», в состав которого, помимо Турции, вошли бы Китай, Россия и Иран, что в перспективе способствовало бы созданию нового альянса, направленного против США.

Рабочая партия Турции находится на националистических позициях в вопросах отстаивания «интересов турецкой нации» в отношениях с Кипром, Грецией и Арменией. В отличие от многих других левых и леволиберальных групп в Турции, РПТ отрицает факт геноцида армян, а Догу Перинчек даже возглавлял организацию «Талаат паша», борющуюся в Европе с признанием этого геноцида. РПТ выступает за налаживание отношений с антиимпериалистическими режимами Латинской Америки (Куба, Венесуэла, Бразилия) и с государствами, «сопротивляющимися американскому господству» — Россией, Индией и Китаем.
РПТ выступает за «братское разрешение» курдского вопроса, которое предполагает исключение «империалистического фактора» из отношений между турками и курдами. По мнению РПТ, Рабочая партия Курдистана якобы находится под полным контролем США ещё со времен Войны в Персидском заливе 1990—1991 гг.. С точки зрения идеологов РПТ, сепаратизм является «инструментом американского империализма», предназначенным для «взламывания» национальных рынков в странах Третьего мира в период, последовавший за завершением холодной войны. Партия считает, что объединение турецкого и курдского народов возможно в рамках «антиимпериалистического государства», которое должно быть установлено в результате демократической революции. Важным элементом решения курдской проблемы РПТ считает ликвидацию феодальных отношений в населённых курдами провинциях, и превращение курдских крестьян в свободных граждан.

## РПТ и дело «Эргенекона»
21 октября 2008 г. в Стамбуле начался судебный процесс по делу группы журналистов, политиков, ученых и отставных военных, обвиняемых в принадлежности к тайному обществу «Эргенекон». По версии следствия, «Эргенекон» представлял собой законспирированную националистическую организацию, чьи представитили считали, что правящая Партия справедливости и развития, возглавляемая действующим президентом Абдуллой Гюлем и премьер-министром Реджепом Тайипом Эрдоганом демонтирует светское государство, созданное Ататюрком и фактически является исламистской силой. Предполагаемым членам «Эргенекона» было предъявлено обвинение в антигосударствнном заговоре и подготовке государственного переворота. Согласно версии следствия, заговор «Эргенекона» был раскрыт в июне 2007 года, когда в доме отставного армейского офицера в Стамбуле было найдено 28 ручных гранат. В марте 2008 г. в ходе арестов видных журналистов, политиков и бывших военных, попавших в группу подозреваемых по делу «Эргенекона», были задержаны председатель РПТ Догу Перинчек, и главный редактор издаваемого партией журнала «Просвещение» («Aydınlık») Серхан Боллук.
5 августа 2013 года Догу Перинчек был приговорён к пожизненному заключению. В марте 2014 года приговор отменён.

## Партийные СМИ
- Aydınlık («Просвещение»), еженедельный журнал.
- Teori («Теория»), ежемесячное теоретическое и стратегическое обозрение.
- Bilim ve Ütopya («Наука и утопия»), ежемесячное научное издание.
- Ulusal Kanal («Национальный канал»), служба телевещания.
- Kaynak Yayınları (издательство «Источник»).